# Lâu đài Hartenberg

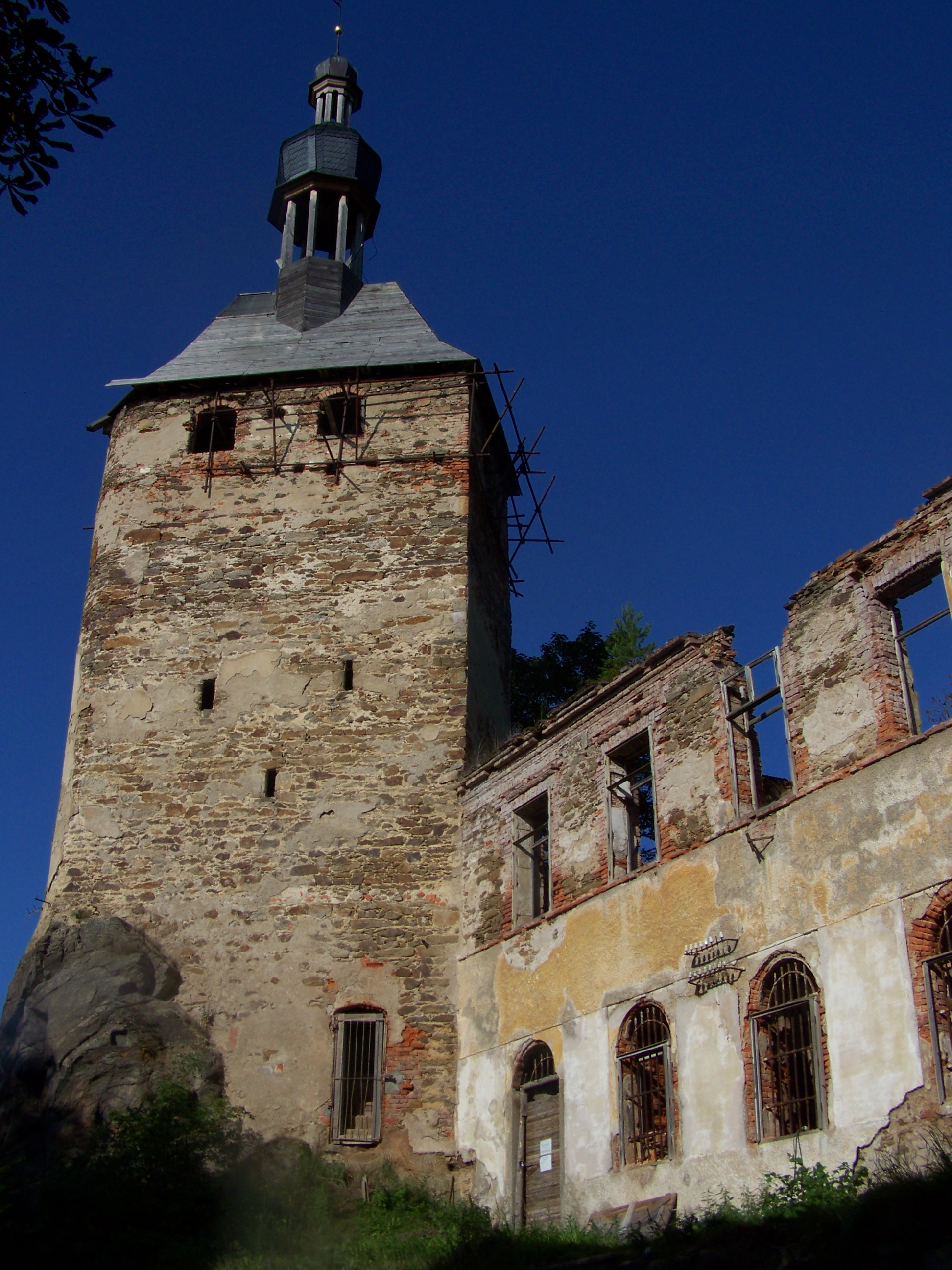
Tháp lâu đài với phần mái đã được trùng tu

Hartenberg (hay còn được gọi là Hartenberk) là một tàn tích lâu đài nằm tại làng Josefov, huyện Sokolov, Cộng hòa Séc.

## Lịch sử
Lâu đài Hartenberg được xây dựng vào khoảng đầu thế kỷ 13 bởi các Lãnh chúa Hartenberg. Thông tin đầu tiên về lâu đài có từ năm 1214. Được biết, gia đình Hartenberg sở hữu lâu đài này đến năm 1362. Sau đó, Tema của Koldice là người giành được lâu đài rồi đem trao đổi với Hoàng đế Karl IV của Thánh chế La Mã để lấy Bautzen vào năm 1364. Khoảng đầu thế kỷ 15, gia đình Hartenberg nhận lại được lâu đài nhưng đã sớm phải bán cho Jan Malerik. Con cháu đời sau của Jan Malerik lại đem dùng lâu đài vào làm tụ điểm trộm cướp nên vào năm 1459, lâu đài đã bị quân đội của thị trấn Cheb bao vây và chế ngự. Sau đó, lâu đài lần lượt thuộc sở hữu của dòng họ Šliks, thị trấn Loket và gia đình Písnic trong vòng hơn 150 năm. Vào khoảng nửa cuối thế kỷ 18, gia đình Auersperk được thừa kế lại lâu đài. Từ thế kỷ 17 đến thế kỷ 19, lâu đài đã nhiều lần được tu sửa. Người chủ cuối cùng là Frantiska Kopalova, được thừa kế lâu đài từ người mẹ là Mary. Năm 1945, sau Chiến tranh Thế giới thứ hai, người này đã chuyển đến sống tại Đức và bỏ lại lâu đài.
Kể từ sau năm 1945, lâu đài thuộc sở hữu của nhà nước và được dùng vào làm sân kho. Năm 1983, người ta đã lên kế hoạch để trùng tu lâu đài nhưng đáng tiếc lại không thực hiện được. Từ năm 1984 đến năm 1991, không rõ vì lý do gì mà lâu đài nhiều lần bị phóng hỏa rồi từ đó biến thành phế tích.
Mới đây, lâu đài đã có người chủ mới là Bedřich Loos, một chủ sỡ hữu tư nhân, đã cố gắng bảo tồn và trùng tu lại lâu đài. Ngoài ra, còn có hẳn một chuỗi hoạt động bảo tồn lâu đài mang tên Hartenberg Workshop, với hơn hàng nghìn tình nguyện viên đến từ khắp nơi trên thế giới cùng nhau chung tay cải tạo lại lâu đài. Đây có thể nói là một trong những chương trình tình nguyện lớn nhất tại Châu Âu.

## Bộ sưu tập

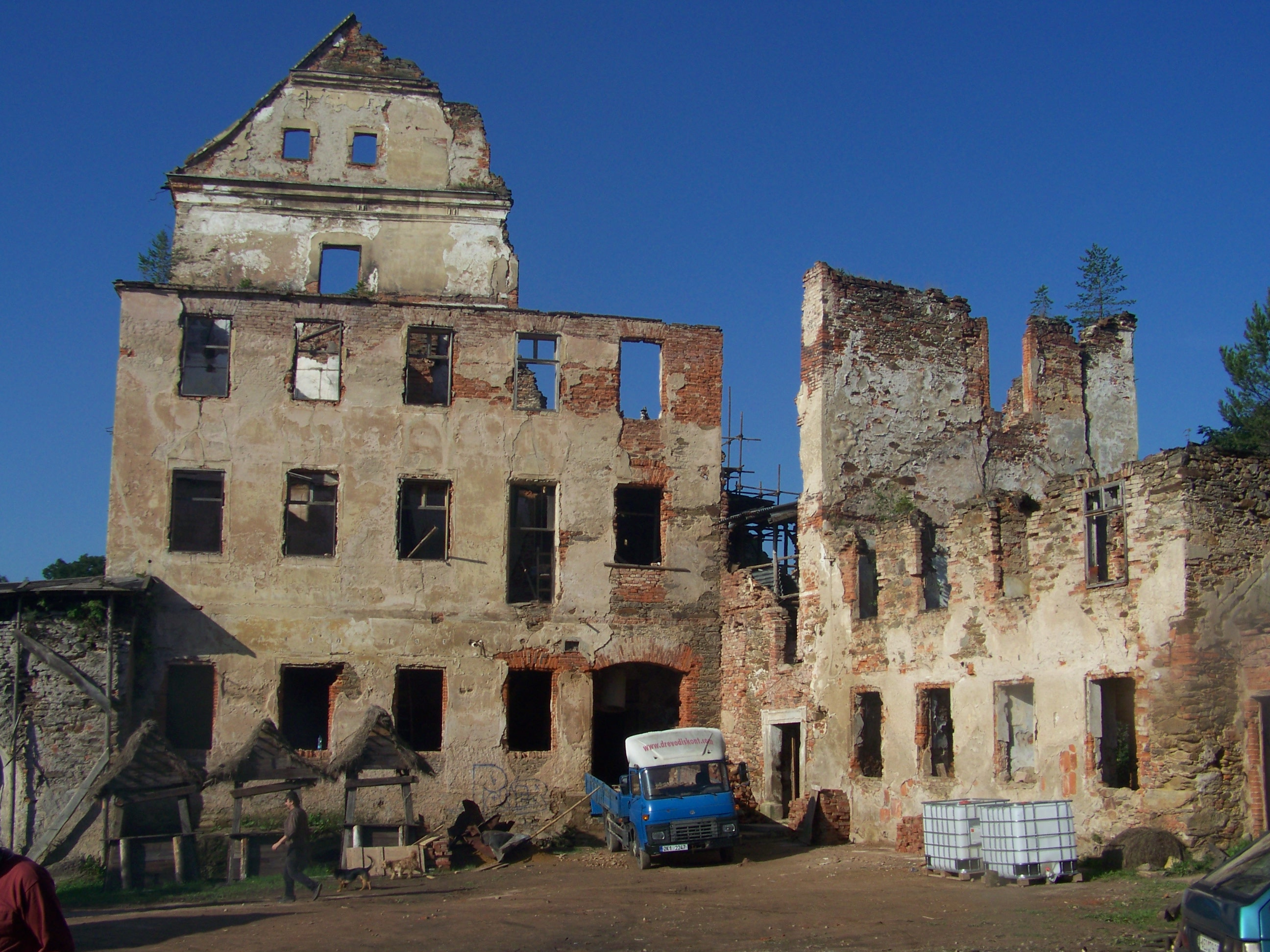
Quang cảnh tàn tích lâu đài nhìn từ phía sân trong
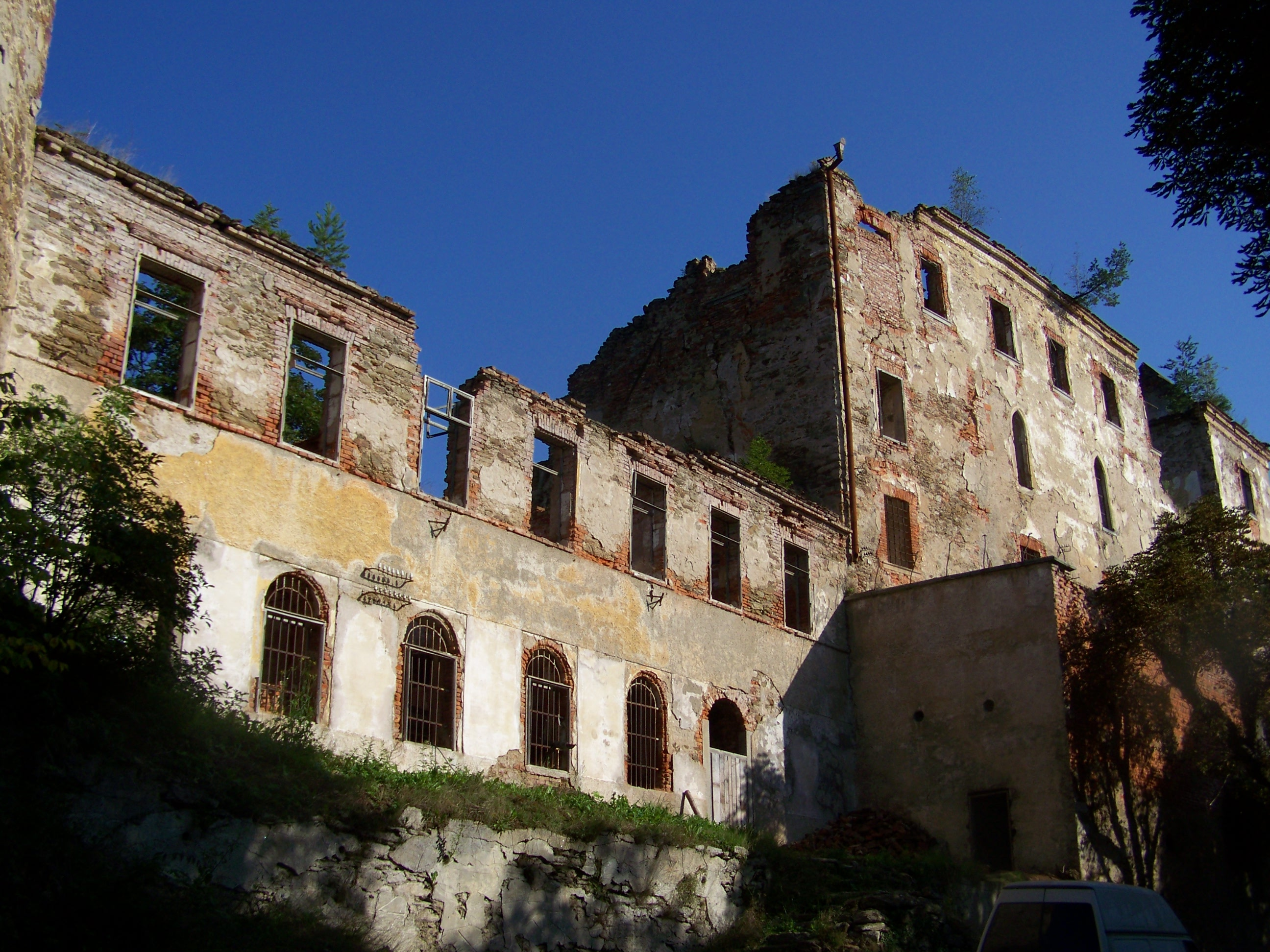
Quang cảnh lâu đài nhìn từ phía cổng vào